# Col du Tourmalet
Col du Tourmalet – przełęcz w Pirenejach Centralnych położona na wysokości 2115 m n.p.m. w południowej Francji, w departamencie Hautes-Pyrénées. Najbliżej położoną na wschód większą miejscowością jest Sainte-Marie-de-Campan, a na zachód Luz-Saint-Sauveur. Po wschodniej stronie przełęczy znajduje się ośrodek narciarski La Mongie.

## Profil trasy
Droga przez przełęcz jest najwyżej położoną asfaltową drogą w Centralnych Pirenejach. Podjazd od strony Luz-Saint-Sauveur ma długość 19 km i średnie nachylenie rzędu 7,4%, przy różnicy poziomów wynoszącej 1404 m. Od strony Sainte-Marie-de-Campan podjazd ma długość 17,2 km i takie samo średnie nachylenie, przy nieco mniejszej różnicy poziomów wynoszącej 1268 m.
Z przełęczy prowadzi droga do obserwatorium na szczycie Pic du Midi de Bigorre.

## Tour de France
Począwszy od 1910 roku Col du Tourmalet często jest częścią Tour de France. Jest to jedna z najczęściej wykorzystywanych przełęczy przy ustalaniu trasy Wielkiej Pętli. Pierwszym kolarzem, który przejechał przez Col du Tourmalet w ramach Touru był Octave Lapize, który wygrał cały wyścig w 1910 roku. Do 2019 kolarze wjeżdżali na przełęcz 85 razy. W latach 1974, 2010 i 2019 na przełęczy znajdowała się meta etapu. Na przełęczy znajduje się pomnik Jacques’a Goddeta, dyrektora Tour de France w latach 1936-1987 oraz pomnik Octave'a Lapize'a, pierwszego zwycięzcy etapu TdF przebiegającego przez przełęcz.
Oprócz Wielkiej Pętli także trasa Vuelta a España parokrotnie przebiegała przez Col du Tourmalet.

### Etapy Tour de France z metą na przełęczy
| Rok  | Etap | Start etapu       | Dystans | Zwycięzca                |
| ---- | ---- | ----------------- | ------- | ------------------------ |
| 2019 | 14   | Tarbes            | 118 km  | Thibaut Pinot            |
| 2010 | 17   | Pau               | 174 km  | Andy Schleck             |
| 1974 | 17   | Saint-Lary-Soulan | 119 km  | Jean-Pierre Danguillaume |

### Etapy Tour de France przebiegające przez przełęcz
| Rok  | Etap | Start               | Meta                              | Lider na Col du Tourmalet            |
| ---- | ---- | ------------------- | --------------------------------- | ------------------------------------ |
| 2018 | 19   | Lourdes             | Laruns                            | Julian Alaphilippe                   |
| 2016 | 8    | Pau                 | Bagnères-de-Luchon                | Thibaut Pinot                        |
| 2015 | 11   | Pau                 | Cauterets - Vallée de Saint-Savin | Rafał Majka                          |
| 2014 | 18   | Pau                 | Hautacam                          | Blel Kadri                           |
| 2012 | 16   | Pau                 | Bagnères-de-Luchon                | Thomas Voeckler                      |
| 2011 | 12   | Cugnaux             | Luz-Ardiden                       | Jérémy Roy                           |
| 2010 | 16   | Bagnères-de-Luchon  | Pau                               | Christophe Moreau                    |
| 2009 | 9    | Saint-Gaudens       | Tarbes                            | Franco Pellizotti                    |
| 2008 | 10   | Pau                 | Hautacam                          | Rémy Di Grégorio                     |
| 2006 | 11   | Tarbes              | Val d’Aran                        | David de la Fuente                   |
| 2003 | 15   | Bagnères-de-Bigorre | Luz-Ardiden                       | Sylvain Chavanel                     |
| 2001 | 14   | Tarbes              | Luz-Ardiden                       | Sven Montgomery                      |
| 1999 | 16   | Lannemezan          | Pau                               | Alberto Elli                         |
| 1998 | 10   | Pau                 | Bagnères-de-Luchon                | Alberto Elli                         |
| 1997 | 9    | Pau                 | Loudenvielle                      | Javier Pascual Rodríguez             |
| 1995 | 15   | Saint-Girons        | Cauterets                         | Richard Virenque                     |
| 1994 | 12   | Lourdes             | Luz-Ardiden                       | Richard Virenque                     |
| 1993 | 17   | Tarbes              | Pau                               | Tony Rominger                        |
| 1991 | 13   | Jaca                | Loudenvielle                      | Claudio Chiappucci                   |
| 1990 | 16   | Blagnac             | Luz-Ardiden                       | Miguel Ángel Martínez                |
| 1989 | 10   | Cauterets           | Superbagnères                     | Robert Millar                        |
| 1988 | 15   | Saint-Girons        | Luz-Ardiden                       | Laudelino Cubino                     |
| 1986 | 13   | Pau                 | Superbagnères                     | Dominique Arnaud                     |
| 1985 | 17   | Tuluza              | Luz-Ardiden                       | Pello Ruiz Cabestany                 |
| 1983 | 10   | Pau                 | Bagnères-de-Luchon                | José Patrocinio Jiménez              |
| 1980 | 13   | Pau                 | Bagnères-de-Luchon                | Raymond Martin                       |
| 1978 | 11   | Pau                 | Saint-Lary-Soulan                 | Michel Pollentier                    |
| 1977 | 2    | Auch                | Pau                               | Lucien Van Impe                      |
| 1976 | 15   | Saint-Lary-Soulan   | Pau                               | Francisco Galdós                     |
| 1975 | 11   | Pau                 | Saint-Lary-Soulan                 | Lucien Van Impe                      |
| 1974 | 18   | Bagnères-de-Bigorre | Pau                               | Gonzalo Aja                          |
| 1973 | 14   | Bagnères-de-Luchon  | Pau                               | Bernard Thévenet                     |
| 1972 | 8    | Pau                 | Bagnères-de-Luchon                | Roger Swerts                         |
| 1971 | 16   | Bagnères-de-Luchon  | Eaux-Bonnes                       | Lucien Van Impe                      |
| 1970 | 19   | Bagnères-de-Bigorre | Mourenx                           | Andrés Gandarias                     |
| 1969 | 17   | La Mongie           | Mourenx                           | Eddy Merckx                          |
| 1968 | 8    | Pau                 | Saint-Gaudens                     | Jean-Pierre Ducasse                  |
| 1967 | 17   | Bagnères-de-Luchon  | Pau                               | Julio Jiménez                        |
| 1965 | 9    | Dax                 | Bagnères-de-Bigorre               | Julio Jiménez                        |
| 1964 | 16   | Bagnères-de-Luchon  | Pau                               | Julio Jiménez Federico Bahamontes    |
| 1963 | 17   | Pau                 | Bagnères-de-Bigorre               | Raymond Poulidor Federico Bahamontes |
| 1962 | 17   | Pau                 | Saint-Gaudens                     | Federico Bahamontes                  |
| 1961 | 17   | Bagnères-de-Luchon  | Pau                               | Marcel Queheille                     |
| 1960 | 11   | Pau                 | Bagnères-de-Luchon                | Kurt Gimmi                           |
| 1959 | 10   | Bajonna             | Bagnères-de-Bigorre               | Armand Desmet                        |
| 1957 | 18   | Saint-Gaudens       | Pau                               | José Manuel Ribeiro da Silva         |
| 1955 | 18   | Saint-Gaudens       | Pau                               | Miguel Poblet                        |
| 1954 | 12   | Pau                 | Bagnères-de-Luchon                | Federico Bahamontes                  |
| 1953 | 11   | Cauterets           | Bagnères-de-Luchon                | Jean Robic                           |
| 1952 | 18   | Bagnères-de-Luchon  | Pau                               | Fausto Coppi                         |
| 1951 | 14   | Tarbes              | Bagnères-de-Luchon                | Jean Diederich                       |
| 1950 | 11   | Pau                 | Saint-Gaudens                     | Kléber Piot                          |
| 1949 | 11   | Pau                 | Bagnères-de-Luchon                | Fausto Coppi                         |
| 1948 | 8    | Lourdes             | Tuluza                            | Jean Robic                           |
| 1947 | 15   | Bagnères-de-Luchon  | Pau                               | Jean Robic                           |
| 1939 | 9    | Pau                 | Tuluza                            | Edward Vissers                       |
| 1938 | 8    | Pau                 | Bagnères-de-Luchon                | Gino Bartali                         |
| 1937 | 15   | Bagnères-de-Luchon  | Pau                               | Julián Berrendero                    |
| 1936 | 16   | Bagnères-de-Luchon  | Pau                               | Sylvère Maes                         |
| 1935 | 15   | Perpignan           | Bagnères-de-Luchon                | Sylvère Maes                         |
| 1934 | 15   | Tarbes              | Pau                               | René Vietto                          |
| 1933 | 18   | Tarbes              | Pau                               | Vicente Trueba                       |
| 1932 | 5    | Pau                 | Bagnères-de-Luchon                | Benoît Fauré                         |
| 1931 | 9    | Pau                 | Bagnères-de-Luchon                | Jef Demuysere                        |
| 1930 | 9    | Pau                 | Bagnères-de-Luchon                | Benoît Fauré                         |
| 1929 | 9    | Bajonna             | Bagnères-de-Luchon                | Victor Fontan                        |
| 1928 | 9    | Hendaye             | Bagnères-de-Luchon                | Camille Van de Casteele              |
| 1927 | 11   | Bajonna             | Bagnères-de-Luchon                | Nicolas Frantz                       |
| 1926 | 10   | Bajonna             | Bagnères-de-Luchon                | Odiel Taillieu                       |
| 1925 | 8    | Bajonna             | Bagnères-de-Luchon                | Omer Huyse                           |
| 1924 | 6    | Bajonna             | Bagnères-de-Luchon                | Ottavio Bottecchia                   |
| 1923 | 6    | Bajonna             | Bagnères-de-Luchon                | Robert Jacquinot                     |
| 1921 | 6    | Bajonna             | Bagnères-de-Luchon                | Hector Heusghem                      |
| 1920 | 6    | Bajonna             | Bagnères-de-Luchon                | Firmin Lambot                        |
| 1919 | 6    | Bajonna             | Bagnères-de-Luchon                | Honore Barthelemy                    |
| 1914 | 6    | Bajonna             | Bagnères-de-Luchon                | Firmin Lambot                        |
| 1913 | 6    | Bajonna             | Bagnères-de-Luchon                | Philippe Thys                        |
| 1912 | 10   | Bagnères-de-Luchon  | Bajonna                           | Odile Defraye                        |
| 1911 | 10   | Bagnères-de-Luchon  | Bajonna                           | Paul Duboc                           |
| 1910 | 10   | Bagnères-de-Luchon  | Bajonna                           | Octave Lapize                        |

## Galeria

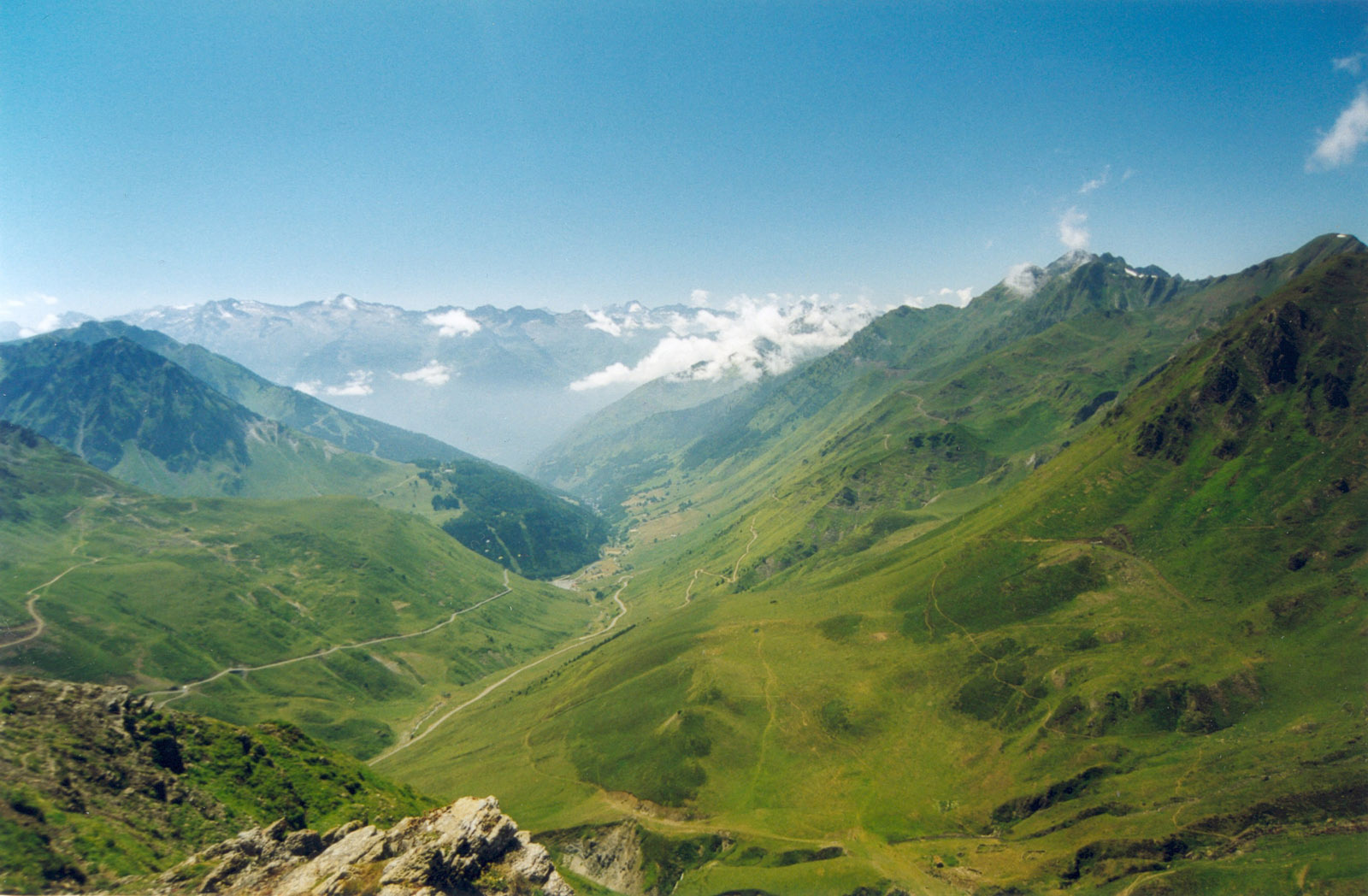
Widok z przełęczy na zachód
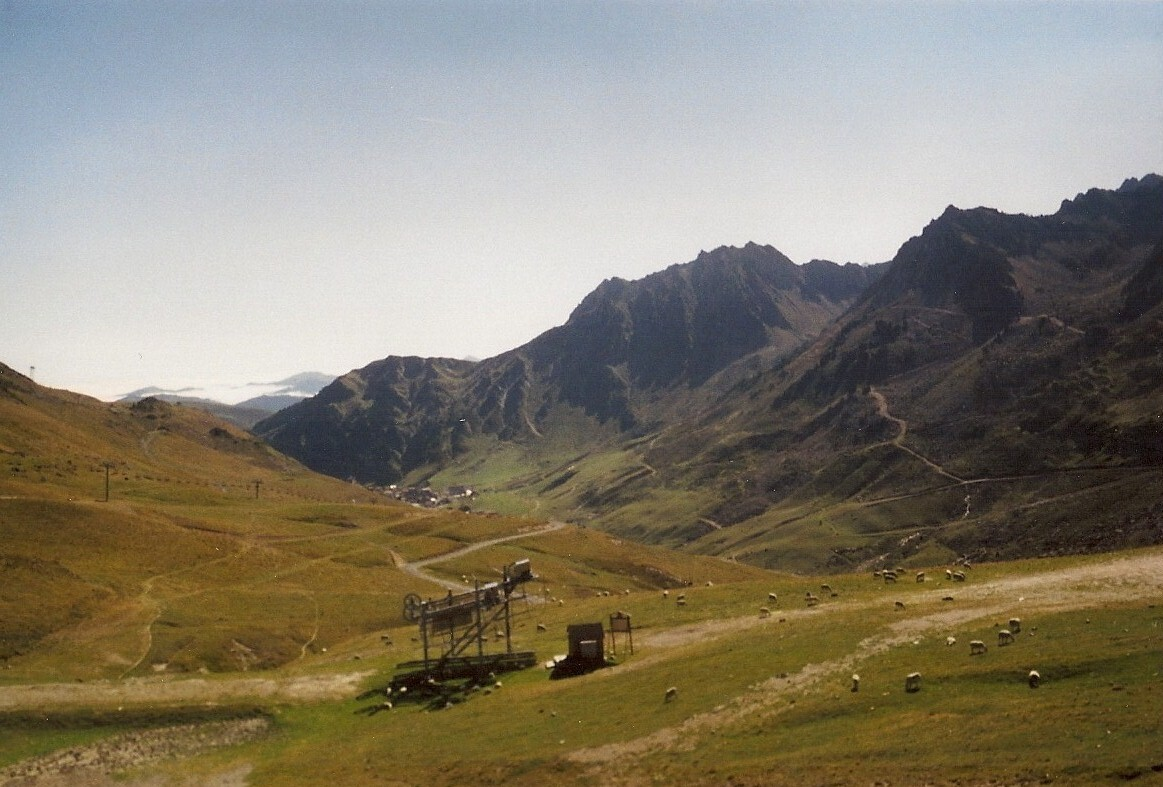
Widok z przełęczy na wschód
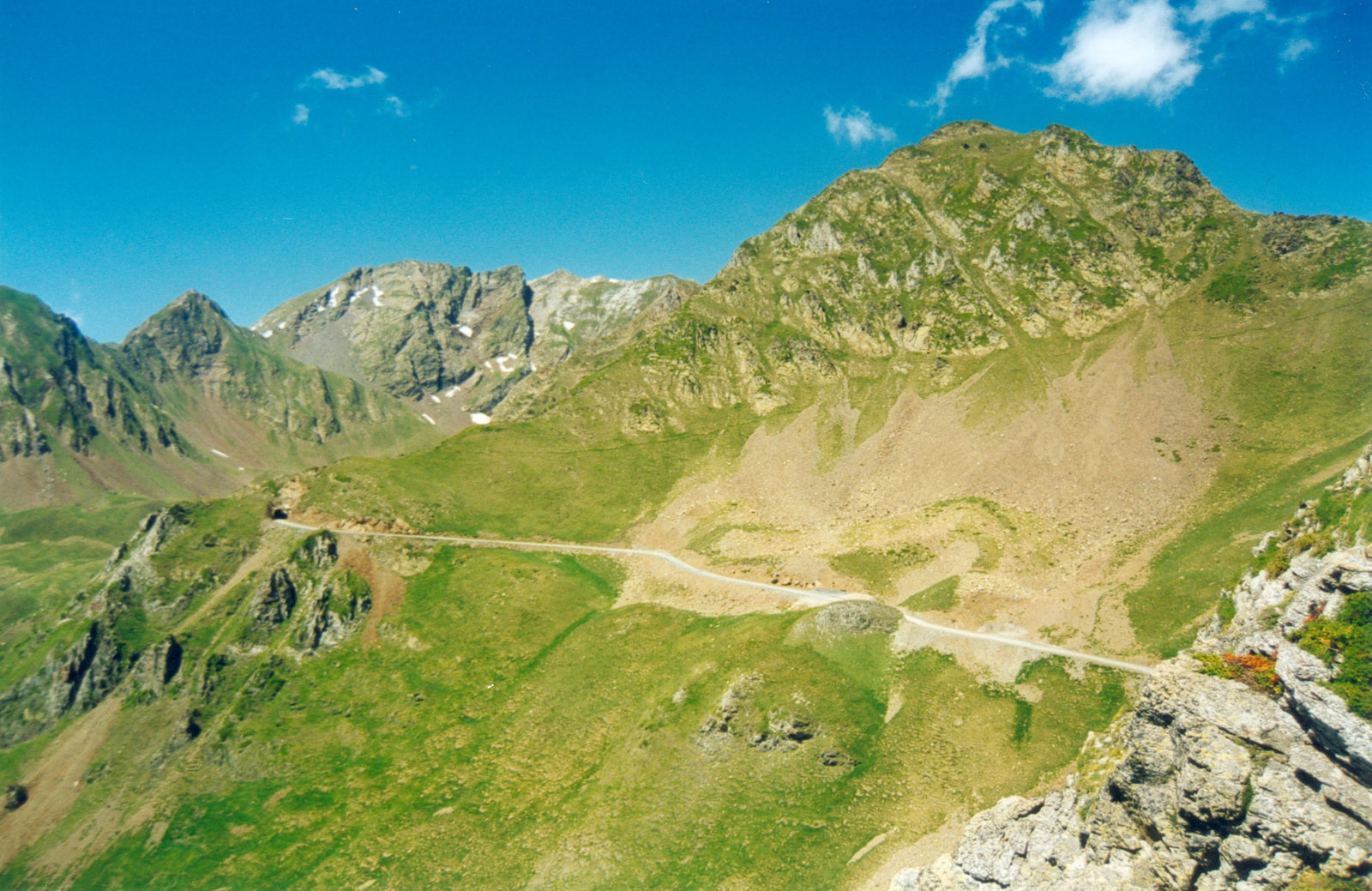
Droga na Pic du Midi de Bigorre
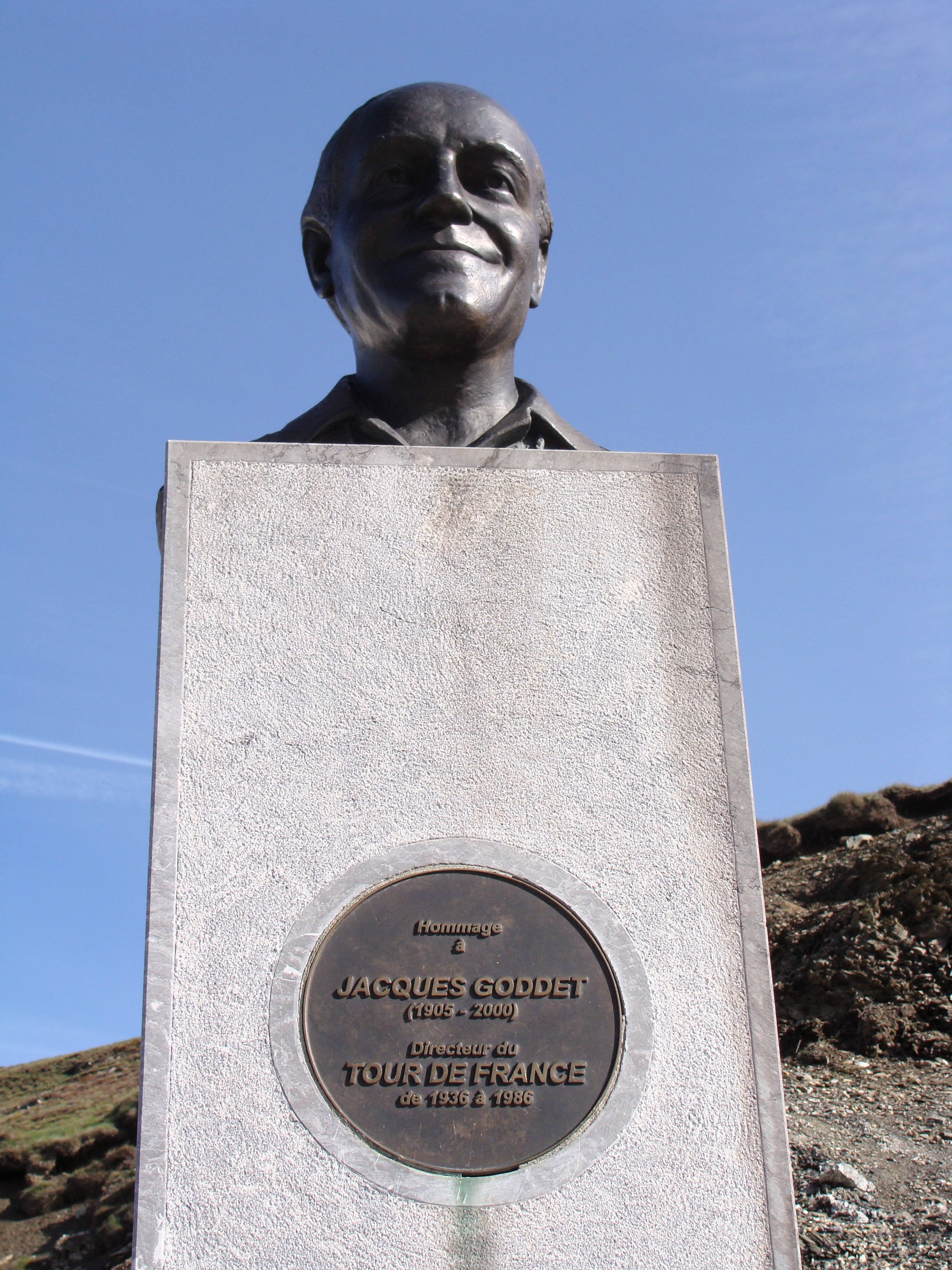
Pomnik Goddeta